# Moonglow (álbum)
Moonglow é o oitavo álbum da ópera metal de Tobias Sammet, Avantasia. Foi lançado em 15 de fevereiro de 2019 pela Nuclear Blast. Como nos lançamentos anteriores do Avantasia, o álbum apresenta colaborações com vocalistas convidados novos e antigos. Possui 11 faixas (12 incluindo sua faixa bônus) e foi promovido em uma turnê mundial.

## Contexto e composição
Após a turnê mundial do Ghostlights, Tobias Sammet sentiu-se exausto e decidiu dar uma pausa. Ele começou a escrever músicas para o que talvez se tornaria um álbum solo, mas ele percebeu que as músicas soavam como Avantasia e decidiu escrever um sucessor para o álbum de 2016. Ao contrário dos lançamentos anteriores, ele não tinha um prazo para Moonglow.
Sammet comentou que acredita que Moonglow é o "álbum mais adornado e detalhado que já produzimos", incluindo "elementos celtas, elementos de world music, grandes coros, coisas atmosféricas e incríveis performances vocais de convidados". Em outra entrevista, ele acrescentou que o disco conteria "ótimas performances vocais, ótimas músicas, coisas épicas, coisas fantásticas, coisas diversas ... world music, power metal, pop ... tudo". Parte do álbum foi escrita e gravada na Inglaterra, um país que Sammet considera altamente inspirador para ele.
O álbum marca as primeiras aparições de Hansi Kürsch e Candice Night em um álbum do Avantasia. Tobias quis que Hansi cantasse no The Metal Opera, mas não conseguiu fazê-lo devido a conflitos de agenda. Quando ele escreveu "Moonglow", ele inicialmente não tinha Candice em mente, mas quando ele tentou pensar em alguém para cantar na faixa, ela parecia o nome ideal.

### Título e tema
A inspiração para o título do álbum veio do fascínio de Tobias pela Lua. A história acompanha uma criatura noturna lutando para lidar com a realidade da ousadia e da beleza e acaba recorrendo à escuridão do luar para se esconder do mundo.
As letras lidam com temas como pertencimento e não-pertencimento, expectativas, convicções e sentir-se fora do lugar e se enquadra nos gêneros de gótico vitoriano e romantismo sombrio.

### Capa
A capa do álbum é influenciada por Tim Burton; foi criada pelo pintor sueco Alexander Jansson com base no que Tobias contou a ele sobre a história do personagem.

## Faixas
| N.º            | Título                                                                  | Vocalista(s) convidado(a)(s)                            | Duração |  |
| 1.             | "Ghost in the Moon" (Fantasma na Lua)                                   |                                                         | 9:51    |  |
| 2.             | "Book of Shallows" (Livro dos Rasos)                                    | Hansi Kürsch, Ronnie Atkins, Jørn Lande, Mille Petrozza | 5:00    |  |
| 3.             | "Moonglow" (Luar)                                                       | Candice Night                                           | 3:56    |  |
| 4.             | "The Raven Child" (A Criança Corvo)                                     | Hansi, Jørn                                             | 11:16   |  |
| 5.             | "Starlight" (Brilho da Estrela)                                         | Ronnie                                                  | 3:38    |  |
| 6.             | "Invincible" (Invencível)                                               | Geoff Tate                                              | 3:07    |  |
| 7.             | "Alchemy" (Alquimia)                                                    | Geoff                                                   | 7:28    |  |
| 8.             | "The Piper at the Gates of Dawn" (O Flautista nos Portões do Amanhecer) | Ronnie, Jørn, Eric Martin, Bob Catley, Geoff            | 7:20    |  |
| 9.             | "Lavender" (Lavanda)                                                    | Bob                                                     | 4:30    |  |
| 10.            | "Requiem for a Dream" (Réquiem para um Sonho)                           | Michael Kiske                                           | 6:08    |  |
| 11.            | "Maniac" (Maníaca; cover de Michael Sembello)                           | Eric                                                    | 4:31    |  |
| 12.            | "Heart" (Coração; faixa bônus)                                          |                                                         | 3:45    |  |
| Duração total: | Duração total:                                                          | Duração total:                                          | 70:30   |  |

## Créditos
Adaptado do encarte do álbum, da Nuclear Blast e do Blabbermouth.net.
- Tobias Sammet - vocal, teclado adicional, baixo
- Sascha Paeth - guitarra, baixo, mixagem
- Michael Rodenberg - teclado, piano, orquestração, masterização
- Felix Bohnke - bateria

Vocalistas convidados
- Ronnie Atkins (Pretty Maids)
- Jørn Lande (Jorn)
- Eric Martin (Mr. Big )
- Geoff Tate (ex-Queensrÿche)
- Michael Kiske (Helloween)
- Bob Catley (Magnum)
- Candice Night (Blackmore's Night)
- Hansi Kürsch (Blind Guardian)
- Mille Petrozza (Kreator)

Músicos adicionais
- Nadia Birkenstock - Harpa celta
- Oliver Hartmann - guitarra adicional em "The Raven Child" e vocais de apoio
- Herbie Langhans, Billy King, Bridget Fogle, Lerato Sebele, Alvin Le-Bass, Stokely Van Daal - vocais de apoio

## Recepção

### Crítica
| Críticas profissionais  | Críticas profissionais |
| Avaliações da crítica   | Avaliações da crítica  |
| Fonte                   | Avaliação              |
| ----------------------- | ---------------------- |
| laut.de                 | [ 10 ]                 |
| Metal.de                | 10/10                  |
| Metal Hammer            | 6/7                    |
| Metal Storm             | 8.1/10                 |
| sputnikmusic            | 3.7/5                  |
| Ultimate Guitar Archive | 9/10                   |

### Recepção comercial

#### Paradas
| Parada (2019)                         | Maior posição |
| ------------------------------------- | ------------- |
| Áustria (Ö3 Austria Top 40)           | 4             |
| Bélgica (Ultratop Flandres)           | 38            |
| Bélgica (Ultratop Valônia)            | 121           |
| República Tcheca (ČNS IFPI)           | 8             |
| Países Baixos (Dutch Charts)          | 83            |
| Finlândia (Suomen virallinen lista)   | 13            |
| French Albums (SNEP)                  | 43            |
| Alemanha (Offizielle Deutsche Charts) | 1             |
| Italian Albums (FIMI)                 | 31            |
| Japão (Oricon)                        | 48            |
| Escócia (Official Scottish Albums)    | 9             |
| Spanish Albums (PROMUSICAE)           | 5             |
| Swedish Albums (Sverigetopplistan)    | 6             |
| Suíça (Schweizer Hitparade)           | 3             |
| Reino Unido (Official Albums Chart)   | 38            |